# Montredon-Labessonnié
Montredon-Labessonnié är en kommun i departementet Tarn i regionen Occitanien i södra Frankrike. Kommunen ligger i kantonen Montredon-Labessonnié som tillhör arrondissementet Castres. År 2022 hade Montredon-Labessonnié 2 080 invånare.

## Befolkningsutveckling
Antalet invånare i kommunen Montredon-Labessonnié
| Referens: INSEE |